# Tomáš Kundrátek

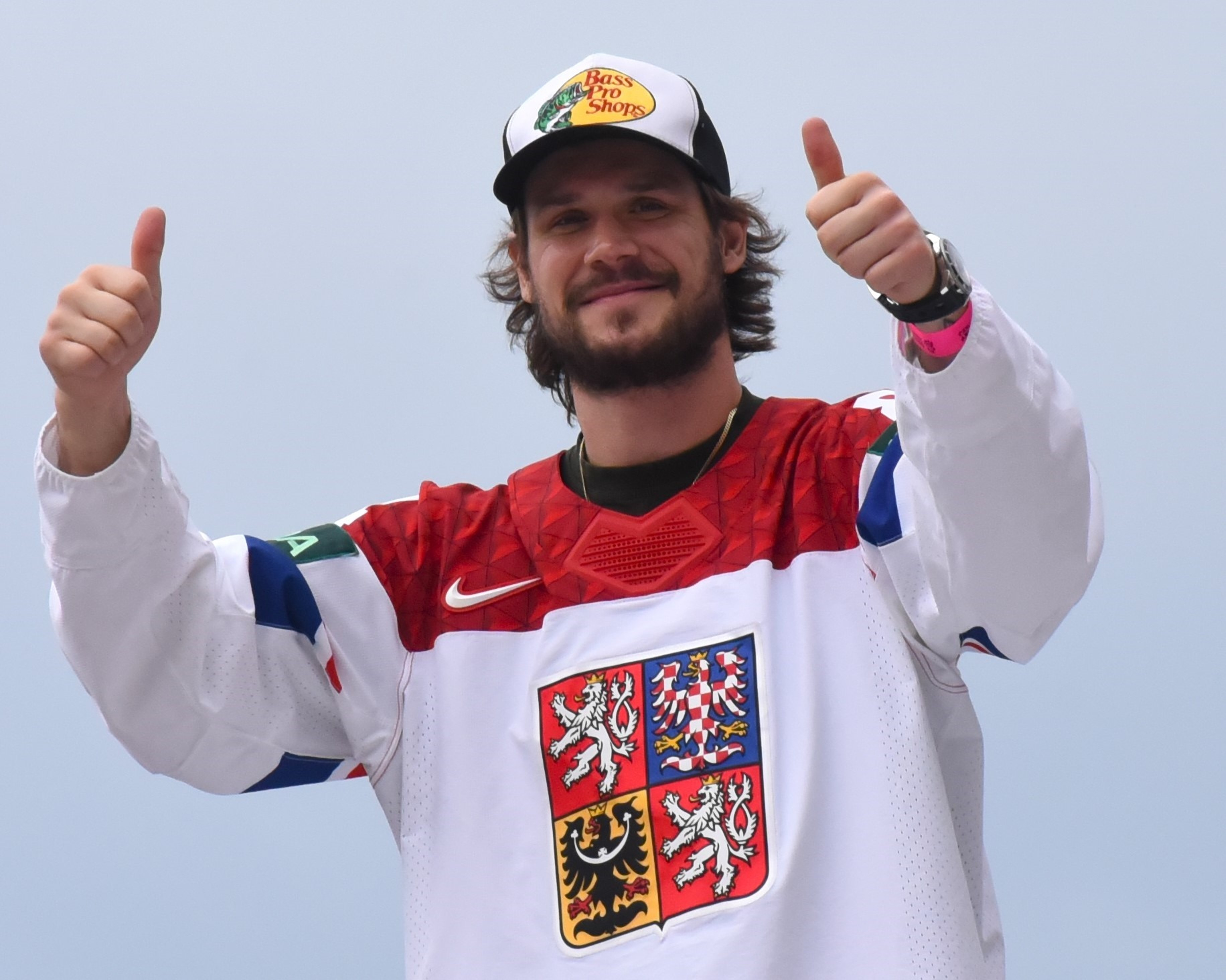
Tomáš Kundrátek, Praha, květen 2024, oslava titulu z MS 2024

Tomáš Kundrátek (* 26. prosince 1989, Přerov) je český hokejový obránce. Hrající v týmu HC Oceláři Třinec.

## Osobní život
Kundrátkova žena je Kanaďanka Alannah Kundrátek, mají spolu dva syny Hudsona a Jaggera.

## Hráčská kariéra
Svou hokejovou kariéru začal v rodném městě, v klubu HC Přerov. V Přerově hrával do sezóny 2003/04 v dorostenecké kategorii. Poté si ho vyhlídl klub HC Oceláři Třinec, kde dohrál zbytek mládežnických kategoriích a debutoval v nejvyšší domácí soutěži. V témž ročníku, kdy debutoval v nejvyšší české lize, získal rovněž první bod. Do následujícího ročníku odehrál za Oceláře v seniorském týmu o osm zápasů méně, jelikož byl poslán na hostování do nižší ligy v klubech HC Havířov Panthers a LHK Jestřábi Prostějov. V létě roku 2008 odešel do Severní Ameriky, kde se zúčastnil draftu, vybral si ho klub New York Rangers ze třetího kola z devadesátého místa. Z výběru draftů byl ze tří Čechů nejlépe umístěn.
S Rangers se dohodl na tříleté dvoucestné nováčkovské smlouvě a vedení ho poslalo do juniorské ligy Western Hockey League, do týmu Medicine Hat Tigers, kteří si ho vybrali z import draftu CHL v roce 2008 z prvního kola z patnáctého místa. V týmu Medicine Hat Tigers se potkal s krajanem Zdeňkem Okálem, se kterým bydlel. Do poslední štace za českou dvacítku ho trenéři Marek Sýkora a Zdeněk Moták nominovali do kádru. Jeho bývalý tým HC Oceláři Třinec nesouhlasil s nominací a zamítl mu startovat za českou dvacítku z důvodu smluvních vztahů mezi Rangers, za které nedostal za hráče odstupné. Do sporu se vložila Smírčí komisi Asociace profesionálních klubů, která vynesla verdikt, že Kundrátek může reprezentovat tým z důvodu že Rangers si ho v roce 2008 draftoval, dohodl se na smlouvě a byl poslán do juniorského týmu. Za juniorský tým Medicine Hat Tigers strávil ještě jednu sezónu.
Před novou sezónou 2010/11 podstoupil přípravný kemp v Rangers, ale do základní sestavy se nevešel a byl poslán do farmářského týmu Hartford Wolf Pack. V Hartford Wolf Pack strávil celu sezónu, ve které odehrál z 80 možných zápasů 70. Za Connecticut načal následující sezónu 2011/12, ale po sedmi odehraných zápasech, byl 9. listopadu 2011 vyměněn do týmu Washington Capitals za hráče Françoise Boucharda, který působil na farmě Capitals v Hershey Bears jako alternativní hráč. Po přestupu byl rovněž poslán na farmu Hershey Bears. Za Bears odehrál prvně 21 zápasů a 11. ledna 2012 byl povolán do hlavního týmu Washington Capitals, hlavním trenérem Dalem Hunterem, který ho povolal z farmy za dobré výkony v nižší lize. Večer debutoval v nejprestižnější hokejové lize (NHL), v zápase proti Pittsburgh Penguins odehrál 11 minut a 9 sekund, jednou vstřelil na brankáře Marca-Andrého Fleuryho . S týmem Washington Capitals vyhrál 1:0 nad Pittsburgh Penguins.
V červnu 2015 odešel z Ameriky do Evropy, posílil lotyšský klub Dinamo Riga hrající KHL. Na konci roku 2015 se však klub z Rigy začal zbavovat zahraničních legionářů a začal sázet na odchovance. Kundrátek zamířil do jiného týmu KHL, slovenského HC Slovan Bratislava. Zde absolvoval vydařený debut, 22. prosince 2015 se podílel 4 kanadskými body na výhře 4:2 nad HK Dinamo Minsk (1 vstřelený gól, 3 asistence).

## Zajímavosti
Debut v NHL odehrál po boku Romana Hamrlíka, svého dětského idolu.

## Prvenství

### ČHL
- Debut – 3. listopadu 2006 (HC Oceláři Třinec proti HC Chemopetrol, a.s.)
- První asistence – 3. prosince 2006 (Vsetínská hokejová proti HC Oceláři Třinec)
- První gól – 6. ledna 2019 (HC Oceláři Třinec proti HC Verva Litvínov, českému brankáři Michaelu Petráskovi)

### NHL
- Debut – 11. ledna 2012 (Washington Capitals proti Pittsburgh Penguins)
- První asistence – 5. února 2013 (Washington Capitals proti Toronto Maple Leafs)
- První gól – 5. března 2013 (Washington Capitals proti Boston Bruins, finskému brankáři Tuukka Raskovi)

### KHL
- Debut – 25. srpna 2015 (Dinamo Riga proti Ak Bars Kazaň)
- První asistence – 3. září 2015 (KHL Medveščak proti Dinamo Riga)
- První gól – 27. října 2015 (Dinamo Riga proti Salavat Julajev Ufa, ruskému brankáři Vladislavu Fokinovi)

## Klubové statistiky
| Sezóna       | Klub                    | Soutěž       |     | Základní část | Základní část | Základní část | Základní část | Základní část |    | Play off | Play off | Play off | Play off | Play off |
| Sezóna       | Klub                    | Soutěž       | Z   | G             | A             | B             | TM            | Z             | G  | A        | B        | TM       |          |          |
| 2003/2004    | HC Přerov 18            | ČHL-18       | 6   | 0             | 0             | 0             | 0             | —             | —  | —        | —        | —        |          |          |
| 2004/2005    | HC Přerov 18            | ČHL-18       | 38  | 2             | 7             | 9             | 26            | 4             | 0  | 1        | 1        | 4        |          |          |
| 2005/2006    | HC Oceláři Třinec 18    | ČHL-18       | 39  | 5             | 13            | 18            | 96            | 2             | 1  | 0        | 1        | 10       |          |          |
| 2005/2006    | HC Oceláři Třinec 20    | ČHL-20       | 12  | 1             | 1             | 2             | 16            | 7             | 1  | 1        | 2        | 4        |          |          |
| 2006/2007    | HC Oceláři Třinec 20    | ČHL-20       | 33  | 4             | 13            | 17            | 93            | 3             | 1  | 1        | 2        | 10       |          |          |
| 2006/2007    | HC Oceláři Třinec       | ČHL          | 22  | 0             | 1             | 1             | 4             | 4             | 0  | 0        | 0        | 6        |          |          |
| 2007/2008    | HC Oceláři Třinec 20    | ČHL-20       | 14  | 3             | 6             | 9             | 28            | —             | —  | —        | —        | —        |          |          |
| 2007/2008    | HC Oceláři Třinec       | ČHL          | 14  | 0             | 1             | 1             | 10            | 7             | 0  | 2        | 2        | 8        |          |          |
| 2007/2008    | HC Havířov Panthers     | 1.ČHL        | 2   | 0             | 0             | 0             | 2             | —             | —  | —        | —        | —        |          |          |
| 2007/2008    | LHK Jestřábi Prostějov  | 1.ČHL        | 15  | 1             | 0             | 1             | 10            | —             | —  | —        | —        | —        |          |          |
| 2008/2009    | Medicine Hat Tigers     | WHL          | 51  | 4             | 19            | 23            | 63            | 11            | 0  | 6        | 6        | 12       |          |          |
| 2009/2010    | Medicine Hat Tigers     | WHL          | 65  | 2             | 33            | 35            | 62            | 12            | 1  | 5        | 6        | 23       |          |          |
| 2010/2011    | Connecticut Whale       | AHL          | 70  | 2             | 10            | 12            | 42            | 6             | 0  | 2        | 2        | 2        |          |          |
| 2011/2012    | Washington Capitals     | NHL          | 5   | 0             | 0             | 0             | 2             | —             | —  | —        | —        | —        |          |          |
| 2011/2012    | Connecticut Whale       | AHL          | 7   | 0             | 2             | 2             | 2             | —             | —  | —        | —        | —        |          |          |
| 2011/2012    | Hershey Bears           | AHL          | 55  | 12            | 11            | 23            | 34            | 4             | 0  | 4        | 4        | 4        |          |          |
| 2012/2013    | Washington Capitals     | NHL          | 25  | 1             | 6             | 7             | 8             | —             | —  | —        | —        | —        |          |          |
| 2012/2013    | Hershey Bears           | AHL          | 49  | 16            | 15            | 31            | 26            | 5             | 0  | 1        | 1        | 2        |          |          |
| 2013/2014    | Hershey Bears           | AHL          | 7   | 1             | 0             | 1             | 6             | —             | —  | —        | —        | —        |          |          |
| 2014/2015    | Hershey Bears           | AHL          | 59  | 5             | 22            | 27            | 28            | —             | —  | —        | —        | —        |          |          |
| 2015/2016    | Dinamo Riga             | KHL          | 40  | 2             | 11            | 13            | 37            | —             | —  | —        | —        | —        |          |          |
| 2015/2016    | HC Slovan Bratislava    | KHL          | 16  | 4             | 7             | 11            | 14            | 4             | 0  | 0        | 0        | 6        |          |          |
| 2016/2017    | HC Slovan Bratislava    | KHL          | 39  | 8             | 5             | 13            | 20            | —             | —  | —        | —        | —        |          |          |
| 2017/2018    | Torpedo Nižnij Novgorod | KHL          | 53  | 2             | 11            | 13            | 30            | 4             | 1  | 0        | 1        | 4        |          |          |
| 2018/2019    | HC Rudá hvězda Kunlun   | KHL          | 25  | 0             | 3             | 3             | 10            | —             | —  | —        | —        | —        |          |          |
| 2018/2019    | HC Oceláři Třinec       | ČHL          | 6   | 1             | 1             | 2             | 2             | —             | —  | —        | —        | —        |          |          |
| 2018/2019    | HC Davos                | NLA          | 13  | 1             | 3             | 4             | 6             | 6             | 0  | 0        | 0        | 6        |          |          |
| 2019/2020    | HC Oceláři Třinec       | ČHL          | 34  | 3             | 7             | 10            | 14            | —             | —  | —        | —        | —        |          |          |
| 2020/2021    | HC Oceláři Třinec       | ČHL          | 43  | 4             | 13            | 17            | 34            | 16            | 2  | 3        | 5        | 16       |          |          |
| 2021/2022    | HC Oceláři Třinec       | ČHL          | 47  | 9             | 17            | 26            | 28            | 14            | 1  | 5        | 6        | 4        |          |          |
| 2022/2023    | HC Kometa Brno          | ČHL          | 39  | 5             | 10            | 15            | 20            | 10            | 3  | 4        | 7        | 12       |          |          |
| 2023/2024    | HC Oceláři Třinec       | ČHL          | 51  | 7             | 12            | 19            | 18            | 21            | 1  | 11       | 12       | 23       |          |          |
| 2024/2025    | HC Oceláři Třinec       | ČHL          | 51  | 2             | 13            | 15            | 22            | 9             | 3  | 3        | 6        | 10       |          |          |
| Celkem v ČHL | Celkem v ČHL            | Celkem v ČHL | 307 | 31            | 75            | 106           | 152           | 81            | 10 | 28       | 38       | 79       |          |          |
| Celkem v NHL | Celkem v NHL            | Celkem v NHL | 30  | 1             | 6             | 7             | 10            | —             | —  | —        | —        | —        |          |          |

## Reprezentace
| Rok                       | Tým                       | Soutěž                    | Z  | G | A  | B  | TM |
| ------------------------- | ------------------------- | ------------------------- | -- | - | -- | -- | -- |
| 2006                      | Česko 17                  | WHC-17                    | 5  | 0 | 1  | 1  | 4  |
| 2007                      | Česko 18                  | MS-18                     | 6  | 0 | 0  | 0  | 6  |
| 2008                      | Česko 20                  | MSJ                       | 6  | 1 | 0  | 1  | 2  |
| 2009                      | Česko 20                  | MSJ                       | 6  | 0 | 6  | 6  | 10 |
| 2016                      | Česko                     | MS                        | 8  | 1 | 2  | 3  | 6  |
| 2016                      | Česko                     | SP                        | 1  | 0 | 0  | 0  | 0  |
| 2017                      | Česko                     | MS                        | 8  | 0 | 2  | 2  | 2  |
| 2018                      | Česko                     | OH                        | 5  | 1 | 0  | 1  | 0  |
| 2022                      | Česko                     | OH                        | 4  | 1 | 1  | 2  | 2  |
| 2022                      | Česko                     | MS                        | 10 | 1 | 3  | 4  | 4  |
| 2022                      | Česko                     | MS                        | 10 | 1 | 3  | 4  | 4  |
| 2023                      | Česko                     | MS                        | 8  | 0 | 1  | 1  | 4  |
| 2024                      | Česko                     | MS                        | 10 | 1 | 3  | 4  | 0  |
| 2025                      | Česko                     | MS                        | 5  | 0 | 0  | 0  | 2  |
| Juniorská kariéra celkově | Juniorská kariéra celkově | Juniorská kariéra celkově | 23 | 1 | 7  | 8  | 22 |
| Seniorská kariéra celkově | Seniorská kariéra celkově | Seniorská kariéra celkově | 59 | 5 | 12 | 17 | 20 |